# Quchi
Quchi (kinesiska: 曲尺) är en socken i sydvästra Kina. Den ligger i häradet Wushan i storstadsområdet Chongqing, omkring 350 kilometer nordost om det centrala stadsdistriktet Yuzhong. Antalet invånare är 12 728. Befolkningen består av 5 978 kvinnor och 6 750 män. Barn under 15 år utgör 18,0 %, vuxna 15-64 år 70 %, och äldre över 65 år 10,0 %.